# Battaglia di Magersfontein
La battaglia di Magersfontein fu combattuta l'11 dicembre 1899 durante la seconda guerra boera sul fronte occidentale al confine tra colonia del Capo e Stato Libero d'Orange tra le truppe del British Army e le milizie boere.
I britannici, guidati dal generale Paul Methuen erano impegnati da alcuni giorni in un'offensiva in direzione di Kimberley per cercare di liberare quella città assediata dall'inizio della guerra dai boeri. Dopo alcuni costosi successi, il generale Methuen decise di sferrare un rischioso attacco contro una linea di alture dove erano solidamente trincerati i commando boeri guidati dai generali Piet Cronje e Koos de la Rey.
I britannici avanzarono durante la notte dell'11 dicembre 1899 ma furono sorpresi durante la marcia dal preciso e micidiale fuoco dei fucilieri boeri attestati ai piedi delle colline. Le forze britanniche, costituite soprattutto da alcuni famosi reparti scozzesi della brigata Highlander, subirono perdite molto elevate e furono costrette al mattino a ripiegare in rotta.
La battaglia, conclusasi con la pesante sconfitta britannica, arrestò l'avanzata del generale Methuen verso Kimberley e costituì la seconda grave sconfitta subita dalla Gran Bretagna durante la disastrosa "settimana nera" (Black Week).